# Jean-Octave Lauraine
Jean-Octave Lauraine, né le 3 octobre 1864 à Burie (Charente-Maritime) et mort le 8 septembre 1934 à Saintes (Charente-Maritime), est un homme politique français.

## Biographie
D'une famille de propriétaires viticulteurs, il obtient son doctorat en droit et s'inscrit comme avocat au barreau, dont il devient le bâtonnier. Egalement propriétaire viticulteur, il devient conseiller municipal de Saintes en 1893.
À la suite du décès du comte Lemercier, il est élu député en 1898. À la Chambre, il est secrétaire de bureau (1902-1906), vice-président de la commission du budget et de la commission du traité de paix, président de la commission de législation civile et criminelle, de la commission des boissons et spiritueux et de la commission de la réforme judiciaire (1912). Il préside le groupe de la gauche radicale durant seize années.
Du 14 juin au 25 août 1914, il est sous-secrétaire d'État à la Guerre, dans le premier gouvernement Viviani.
Le 7 janvier 1923, il passe à la Chambre haute, étant élu sénateur de la Charente-Inférieure.

## Mandats et fonctions
- Bâtonnier
- Conseiller municipal de Saintes en 1893
- Député de la Charente-Maritime de 1898 à 1923. Le 3 juillet 1905, il vote la loi du 9 décembre 1905 concernant la séparation des églises et de l'état. Président pendant 16 ans du groupe de la Gauche radicale.
- Sénateur de la Charente-Maritime de 1923 à 1934. Membre du groupe de la gauche démocratique, radicale et radicale-socialiste.
- Sous secrétaire d'État à la Guerre du 14 juin au 25 août 1914 dans le gouvernement René Viviani (1)
- Membre de l'Alliance démocratique

## Sources
- « Jean-Octave Lauraine », dans le Dictionnaire des parlementaires français (1889-1940), sous la direction de Jean Jolly, PUF, 1960 [détail de l’édition]